# Большое Аральское море
Большое Аральское море (Большой Арал) — система гипергалинных озёр в бассейне разделившегося Аральского моря, образовавшаяся в 1989 году в результате снижения уровня последнего. В 2001 году Большое Аральское море разделилось на восточную и западную части, соединяющиеся узкой протокой Узун-Арал, находящейся на высоте 34 м над уровнем моря. Первоначальное направление течения воды — с востока на запад — после прекращения поступления амударьинских вод в озеро сменилось на противоположное. Площадь западной части Большого Аральского моря держится на уровне 3500—3800 км², средняя глубина — 14—15 м, максимальная — 37—40 м. Западный сегмент моря незначительно пополняется грунтовыми водами, что существенно замедляет его высыхание. Подземные воды дают приток, равный в среднем 2 км³ воды в год. В относительно влажные годы Восточное море частично восстанавливается, но по окончании паводков на реках быстро исчезает из-за стока воды в западную часть и испарения воды на большой площади мелководного солончака.

## Солёность
В 2007 году солёность в западной части Большого Аральского моря составляла 70 г/л, в восточной — 100 г/л, что полностью исключает какую-либо хозяйственную деятельность в регионе. В 2009 году значения достигли 100 ‰ и 200 ‰ соответственно. По существующему проекту сохранения Большого Арала отвод русла Амударьи к Западному Большому Аралу мог бы снизить солёность его воды и восстановить рыболовство.

## Динамика водоёма
В 1992 году Малое Аральское море было отгорожено от Большого Кокаральской плотиной, что привело к сохранению Малого Аральского моря, но вызвало усыхание Большого Арала. В мае 2009 года Восточное Аральское море полностью высохло. К осени 2009 года протока пересохла и поступление воды из Западного Большого Арала в Восточный прекратилось. В 2010 году озеро вновь заполнилось талой водой из Амударьи, но через четыре года опять пересохло. Временно разлившись весной 2015 года (до 10 780 км² с 7300 км² в 2014 году всего Аральского моря), к осени 2015 года водоём вновь уменьшился, а Восточный Арал вновь высох (до 8303 км² всего моря). Восточное море будет то полностью пересыхать жарким летом, то частично наполняться во время паводков на реках, а Западное море продолжает очень медленно пересыхать год за годом..

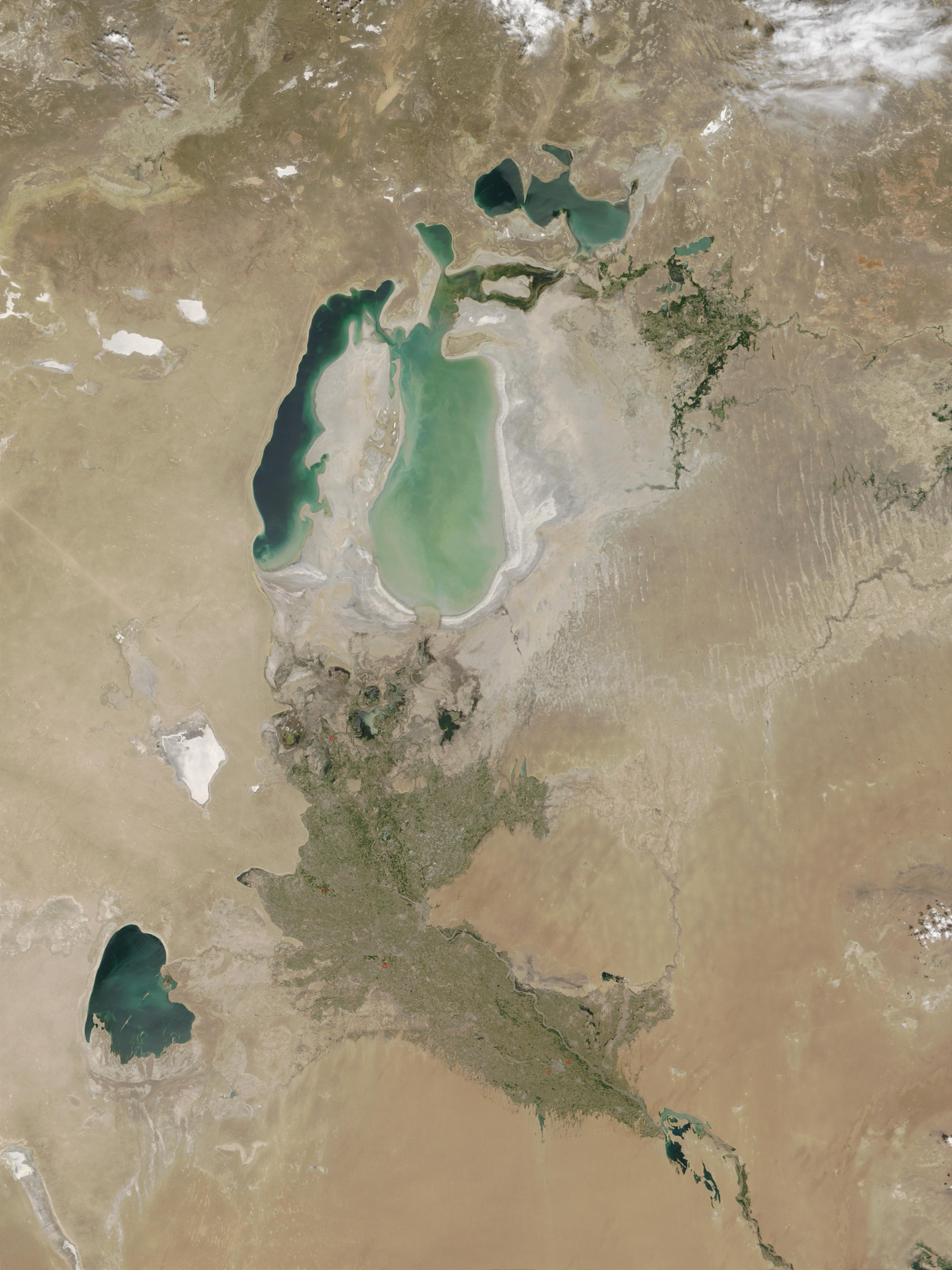
Июль 2002 года: наиболее светлые тона показывают последнее усыхание
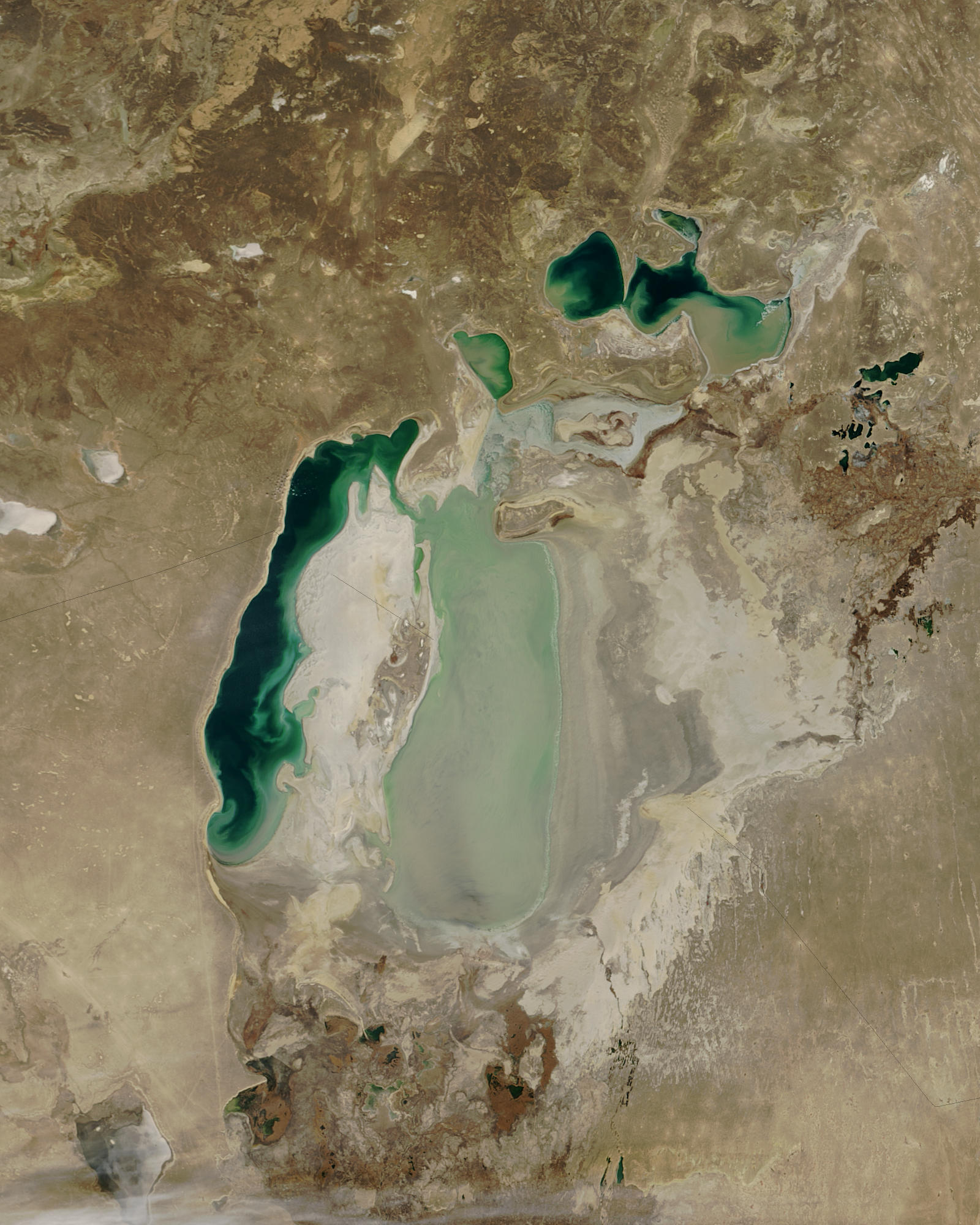
Ноябрь 2003 года: большое количество воды в Восточном Аральском море испарилось
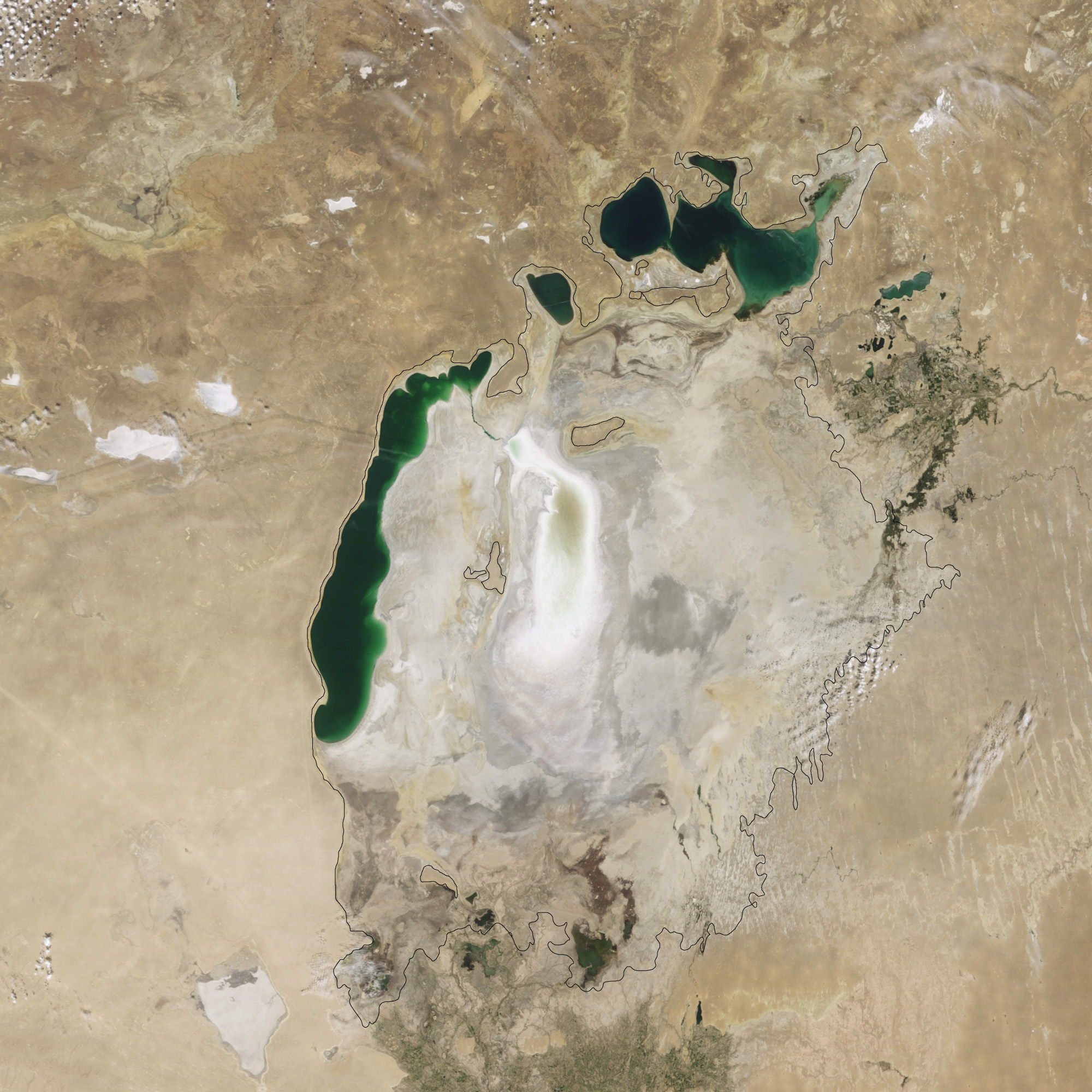
Август 2009 года: Восточное Аральское море полностью высохло, за исключением узкой полосы воды возле канала, соединяющего его с Западным морем
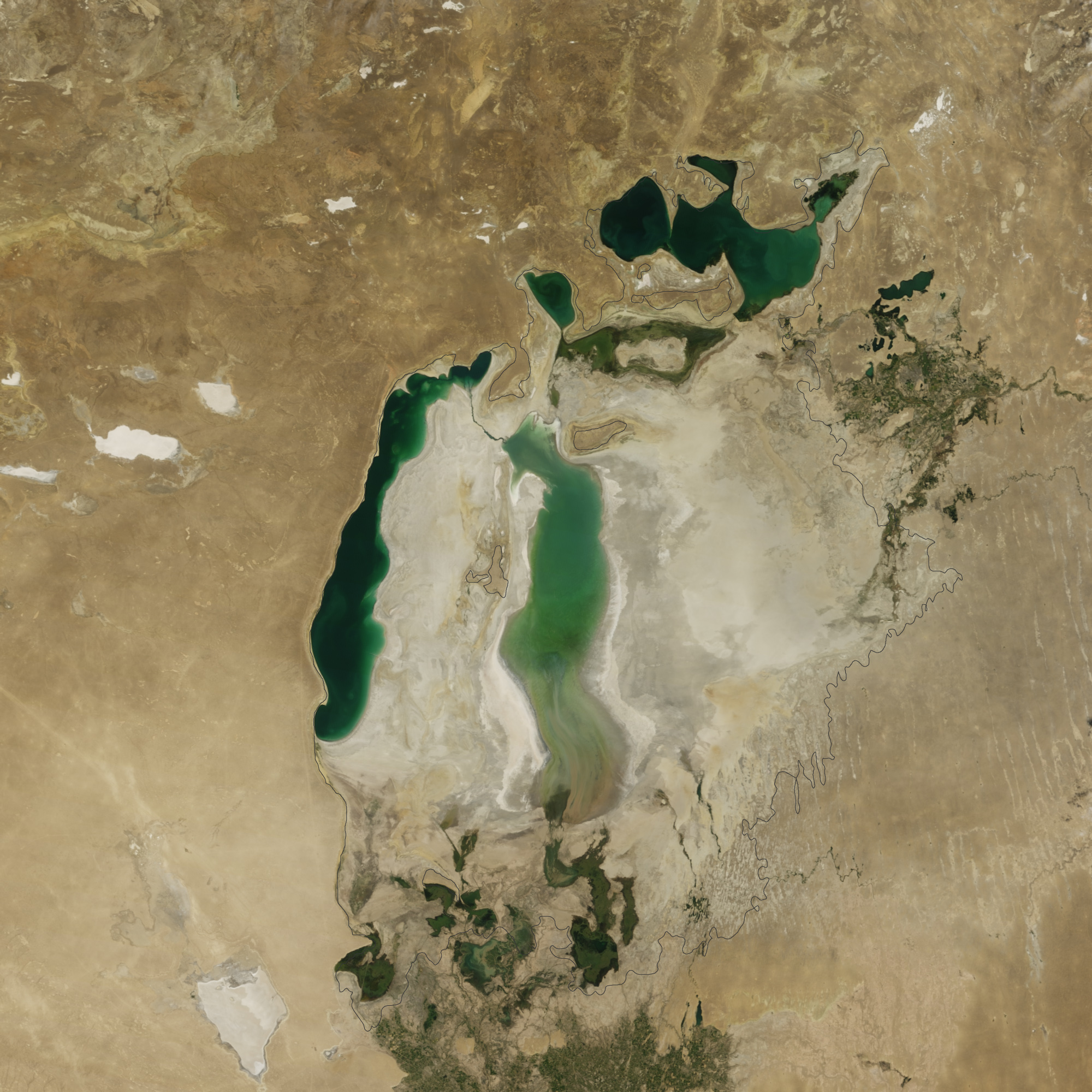
Август 2010 года: Восточное море вновь наполнилось талыми водами из Амударьи
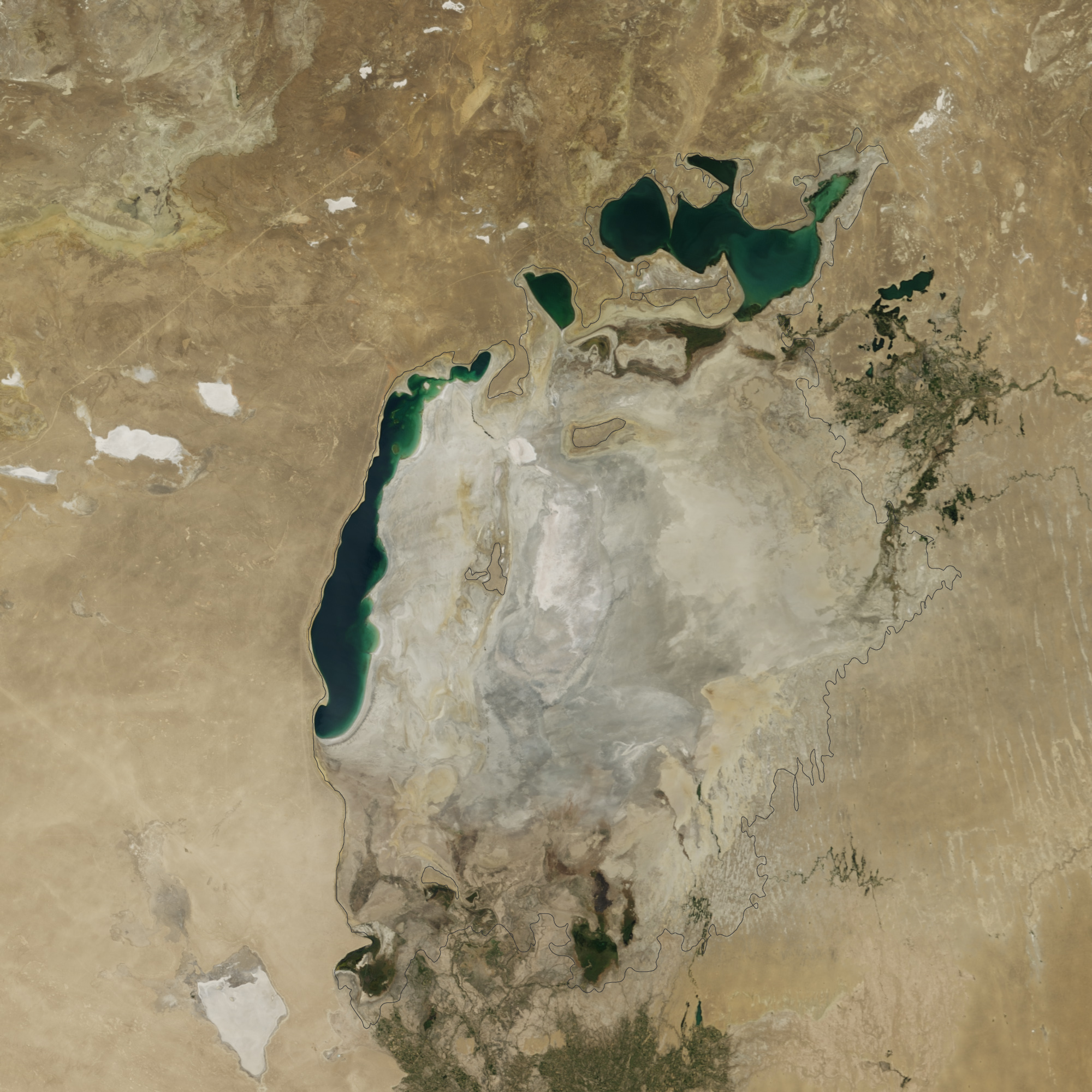
Август 2014 года — Восточное Аральское море полностью высохло